# Mihail Jarov
Mihail Ivanovici Jarov (în rusă Михаи́л Ива́нович Жа́ров; n. 15/27 octombrie 1899, Moscova, Imperiul Rus – d. 15 decembrie 1981, Moscova, RSFS Rusă, URSS) a fost un actor sovietic.

## Biografie și carieră
A studiat în clasa proeminentului regizor Teodor Komisarievski și a debutat în filmul Aelita (1924) regizat de Iacov Protazanov. Mai târziu a devenit un apropiat al lui Protazanov, apărând în filmul Celovek iz restorana (Omul din restaurant, 1927) împreună cu Mihail Cehov.
În anii 1930, a fost un actor principal al Teatrului de Cameră al lui Alexander Tairov, înainte de a se muta la Teatrul Mic, unde a fost angajat din 1938 până la restul vieții sale, aici și-a manifestat pe deplin talentul actoricesc, apărând în principal în piese de teatru ale repertoriului clasic (ca de exemplu în Un lup printre oi, Revizorul de Nikolai Gogol, Inima nu este din piatră, Furtuna de William Shakespeare etc.)
Mihail Jarov a devenit foarte popular  datorită rolului lui Jigan în filmul dramatic cunoscut la nivel internațional, Putiovka v jizn (Drumul spre viață, 1931), care a fost regizat de Nikolai Ekk. În rolul unui șef al unei bande de hoți, actorul a profitat de oportunitățile primului film sonor: și-a înzestrat personajul cu un accent specific, a cântat la chitară și a interpretat melodii cu farmecul său aparte. În 1933 a apărut în filmul Okraina  de Boris Barnet.
Cel mai aclamat dintre filmele sale sonore au fost Petru cel Mare (1938), în care a jucat rolul prințului Menșikov, și Ivan cel Groaznic  regizat de Sergei Eisenstein (1942–44), în care l-a interpretat pe Maliuta Skuratov. Ultimul său rol, probabil cel mai popular, a fost cel al lui Aniskin, un milițian amuzant și plin de înțelepciune din serialele de televiziune Derevenski detektiv (1968), Aniskin & Fantomas (1974) și I snova Aniskin (Aniskin din nou, 1978).
Jarov a primit trei premii Stalin: de două ori în 1941 și unul în 1942.
Valentin Kataev a scris scenariul filmului Vozdușnîi izvozcik (Taxi către Cer, 1943) special pentru actrița Liudmila Țelikovskaia, care i-a adus acesteia o popularitate masivă. În timpul filmării acestui film, Țelikovskaia s-a îndrăgostit de colegul ei, actorul Mihail Jarov cu care s-a căsătorit în curând. În 1943, cei doi au petrecut câteva luni pe front, unde au susținut concerte pentru luptătorii armatei a 3-a aeriene a generalului Gromov.
Filmul Bespokoinoe hoziaistvo (O gospodărie zgomotoasă, 1946)  a fost scris și regizat de Jarov special pentru soția sa, Liudmila Țelikovskaia. Cei doi au divorțat în 1948.

## Filmografie parțială
- Tsar Ivan Vasilevich Groznyy (1915) - Soldat
- Aelita (1924) - Actor în piesă
- His Call (1925)
- Chess Fever (1925)
- Miss Mend (1926)
- Man from the Restaurant (1927) - Barman
- Belyy oryol (1928)
- Don Diego and Pelagia (1928) - Rolul său
- Dva-Buldi-dva (1929)
- Road to Life (1931) - Tomka Zhigan
- The House of the Dead (1932) - Officer (uncredited)
- Dvadtsat shest komissarov (1932) - Menshevik
- Okraina (1933) - Krayevitch - Menchevik student
- Marionettes (1934) - Head of Frontier Post
- The Storm (1934) - Koudryash
- Three Comrades (1935) - The Engineer
- Lyubov i nenavist (1935) - Ensign Kukva
- Po sledam geroya (1936)
- The Return of Maxim (1937) - Platon Vassilievich Dymba, billiards braggart
- Pyotr pervyy (1937, part 1) - Alexander Danilovich Menshikov
- The Bear (1938) - Alexander Danilovich Menshikov
- The Vyborg Side (1939) - Platon Vassilievici Dîmba
- Man in a Shell (1939) - Mihail Kovalenko
- Stepan Razin (1939) - Lazunka - fiul boierului
- Engineer Kochin's Error (1939) - Lartsev
- Bogdan Khmelnitskiy (1941) - Deacon Gavrilo
- The Defense of Tsaritsyn (1942, part 1, 2) - Perceihin
- The District Secretary (1942) - Gavril Fedorovici Rusov
- Aktrisa (1943) - Reciter in hospital
- In the Name of the Fatherland (1943) - Ivan Ivanovich Globa
- Taxi to Heaven (1943) - Ivan Baranov
- The Young Fritz (1943, Short) - Fritz
- Ivan cel Groaznic (Иван Грозный – 1944, 1958, part 1, 2) - garda țarului CMalîuta Scuratov
- The Call of Love (1945) - Vadim Spiridonovichi Yeropkin
- Bespokoynoe khozyaystvo (1946) - Semibab
- For Those Who Are at Sea (1948) - Kharitonov
- Michurin (1949) - Khrenov
- Happy Flight (1949) - șofer Zaceiosov
- Vassa Zheleznova (1953) - Prohor Hrapov
- The Anna Cross (1954) - Artinov
- 1958 Fata cu chitara (Девушка с гитарой) - Sviristinski, regia Aleksandr Faințimmer
- Mlechnyy Put (1959) - Mikhail Silovich
- Kain XVIII (1963) - Ministrul Apărării
- Vnimanie! V gorode volshebnik! (1964) - bucătar
- Older sister (1967) - Uhov
- Village Detective (1969) - Aniskin

## Distincții
- Medalia „A XXV-a aniversare a eliberării patriei” (15 decembrie 1969) „pentru contribuția la dezvoltarea prieteniei frățești româno-sovietice, cu prilejul celei de-a XXV-a aniversări a eliberării României de sub jugul fascist”[8]